# Maggie Stiefvater
Maggie Stiefvater (Harrisonburg (Virginia), 18 november 1981), geboren als Heidi Hummel, is een Amerikaanse bestsellerauteur van young adult-literatuur en fantasy-romans. Zij is bekend van de boekenreeksen The Wolves of Mercy Falls en The Raven Cycle.

## Levensloop
Volgens Stiefvater was ze als kind angstig en had ze vele fobieën. Ze wilde gevechtspiloot en autocoureur worden, maar was ook een hartstochtelijk boekenlezer en ze vond het leuk om te schrijven. Op haar 16e stuurde ze al manuscripten naar uitgevers. Tegen de tijd dat ze ging studeren had ze ruim 30 romans geschreven, waaronder vier thrillers over de IRA. Zij volgde een opleiding aan het Mary Washington College en studeerde af in de richting geschiedenis. Na haar studie werkte ze als portretkunstenaar, waarbij ze zich met succes specialiseerde in de paardensport. Op 16-jarige leeftijd heeft Stiefvater tevens haar voornaam van Heidi naar Margaret veranderd. 
Stiefvater publiceerde Lament, haar eerste boek, in 2008. Haar boek Shiver (2009) stond meer dan 40 weken op de New York Times-bestsellerlijst, terwijl Linger (2010) direct op de eerste plek binnenkwam. Van de uiteindelijke serie The Wolves of Mercy Falls zijn meer dan 1,7 miljoen exemplaren verkocht. Stiefvater heeft voor haar boeken meerdere prijzen gewonnen.
Naast haar werk als schrijfster is Stiefvater ook bekend als muzikante. Ze speelt doedelzak en heeft met de door haar opgerichte band Ballynoola langs de oostkust van de Verenigde Staten getoerd. Met haar zus Kate Hummel schrijft ze een muziekstuk voor elk boek dat ze uitgeeft. Deze muziek wordt gebruikt voor de filmpjes waarmee ze haar boeken promoot. Stiefvater verzorgt ook het beeldmateriaal middels stop-motion en traditionele animatietechnieken.
Stiefvater is getrouwd en heeft twee kinderen.

### Romans

#### Books of Faerie
- Lament (2008)
- Ballad (2009)

Het derde deel (Requiem) is nog niet verschenen.

#### The Wolves of Mercy Falls
- Shiver (2009) (Naar het Nederlands vertaald als: Huiver)
- Linger (2010) (Naar het Nederlands vertaald als: Fluister)
- Forever (2011) (Naar het Nederlands vertaald als: Voor altijd)
- Sinner (2014)

#### The Raven Cycle
- The Raven Boys (2012) (Naar het Nederlands vertaald als: Raven 1: De ravenjongens)
- The Dream Thieves (2013) (Naar het Nederlands vertaald als: Raven 2: De dromendieven)
- Blue Lily, Lily Blue (2014) (Naar het Nederlands vertaald als: Raven 3: Blauwe lelie, Lily Blue)
- The Raven King (2016)
- Opal (2018)

#### The Dreamer Trilogy
- Call Down The Hawk (2019)
- Mister Impossible (2021)
- Greywaren (2022)

#### Overige romans
- The Scorpio Races (2011)
- Spirit Animals Book 2: Hunted (2014)
- Pip Bartlett's Guide to Magical Creatures - samen met Jackson Pearce (2015)
- All the Crooked Saints (2017)

### Verzamelbundels
- The Curiosities: A Collection of Stories - samen met Tessa Gratton en Brenna Yovanoff (2012)
- The Anatomy of Curiosity - samen met Tessa Gratton en Brenna Yovanoff (2015)

### Korte verhalen
- The Hounds of Ulster (2010)
- Non Quis, Sed Quid (2011)

- Bibsys: 15002205
- Biblioteca Nacional de España: XX4922854
- Bibliothèque nationale de France: cb16178169s (data)
- Catàleg d'autoritats de noms i títols de Catalunya: 981058517880006706
- CiNii: DA1719245X
- Gemeinsame Normdatei: 139177191
- International Standard Name Identifier: 0000 0001 1644 267X
- Library of Congress Control Number: n2008038093
- Nationale Bibliotheek van Letland: 000145566
- MusicBrainz: 260fac98-d9e3-43a6-93a5-717e8d1b123b
- Bibliotheek van het Japanse parlement: 01206074
- Nationale Bibliotheek van Tsjechië: xx0115044
- Nationale bibliotheek van Australië: 54001992
- Nationale Bibliotheek van Israël: 987007312421705171
- Nationale Bibliotheek van Polen: a0000003138659
- Nationale en Universitaire bibliotheek Zagreb: 000552567
- Nederlandse Thesaurus van Auteursnamen: 322153514
- Istituto Centrale per il Catalogo Unico: LO1V361525
- LIBRIS: 342425
- Système universitaire de documentation: 147037492
- Trove: 1540889
- Virtual International Authority File: 53621986
- WorldCat: E39PBJqVX7T3FpBjgWMk8XQ8YP